# Cleopatra no mahō
Cleopatra no mahō (クレオパトラの魔宝?, Kureopatora no mahō, Il tesoro maledetto di Cleopatra) è un videogioco di ruolo sviluppato da Square e pubblicato nel 1987 per Nintendo Entertainment System. Distribuito per Famicom Disk System, alla creazione del titolo hanno collaborato Nobuo Uematsu e Hiromichi Tanaka.

## Modalità di gioco
Ambientato in Egitto, il gioco presenta elementi dei videogiochi d'avventura. I nemici sono ispirati alla religione egizia.